# Arthur Hayes
Arthur Hayes, né en 1985, est un entrepreneur américain, cofondateur et ancien PDG de l'échange de cryptomonnaie BitMEX,. Il est diplômé de la Wharton School of Business en 2008. Hayes serait le plus jeune crypto-milliardaire afro-américain de l’histoire. En 2022, Hayes plaide coupable de violations de la loi américaine sur le secret bancaire et est condamné à six mois de détention à domicile, deux ans de probation et une amende de 10 millions de dollars.

## Origines
Hayes est né à Détroit (Michigan), de parents de la classe moyenne travaillant pour General Motors. Il fréquente la Nichols School, une école préparatoire privée à Buffalo, joue au tennis universitaire et est coureur de cross-country universitaire, et est diplômé comme second de sa classe en 2004. Sa famille déménage à Buffalo après avoir recherché une école qui, pourrait lui offrir l'environnement nécessaire pour s'épanouir en tant qu'étudiant et en tant qu'athlète.
Plus tard Hayes sera à l'origine de la création de bourses pour étudiants afin qu'ils puissent découvrir l'éducation qu'il a reçue à Nichols. Sa mère, Barbara Hayes, aurait déclaré : « Nichols lui a donné le cadre, la stimulation et, à un moment donné, la bourse pour s'épanouir. »,.
Hayes est titulaire d'un BS en économie et finance de la Wharton School of Business de l'Université de Pennsylvanie, qu'il a obtenu en 2008,. Il vit ensuite à Singapour.

## Carrière

### Deutsche Bank et Citigroup
Hayes déménage à Hong Kong en 2008 pour commencer sa carrière en banque d'investissement. Il travaille pour la Deutsche Bank de 2008 à 2011 en tant que négociant en produits dérivés sur actions, et pour Citigroup pendant cinq ans. Il travaille en tant que teneur de marché en chef des ETF pour les deux sociétés. En 2011, Hayes quitte la Deutsche Bank et travaille comme trader Delta One pour la Citibank à Hong Kong. En 2013, il est licencié.

### BitMEX
Il cofonde la plateforme d'échange de cryptomonnaie BitMEX en 2014, à l'âge de 28 ans, avec Ben Delo et Samuel Reed,. Elle devient l'une des plus grandes bourses de produits dérivés en monnaie virtuelle au monde. En 2021, son volume quotidien moyen de transactions dépassait les 2 milliards de dollars.
En mars 2019, Hayes fait un don de 2,24 $ millions de dollars au programme de bourses de la Jackie Robinson Foundation (JRF). Il s'agit du don le plus important jamais offert par un ancien élève de son programme de bourses universitaires,. En avril 2020, il annonce que l'opérateur de BitMex ferait un don de 2,5 millions de dollars à quatre organisations luttant contre la pandémie de coronavirus.
Hayes serait le plus jeune crypto-milliardaire afro-américain de l’histoire.

#### Violation de la loi sur le secret bancaire
En octobre 2020, Hayes et ses partenaires sont inculpés par le ministère américain de la Justice. Les accusations portées par le DOJ dans l'affaire (États-Unis contre Hayes et al) affirment que Hayes et ses partenaires n'ont pas enregistré la société aux États-Unis et qu'ils avaient « des milliers de clients basés aux États-Unis ». La CFTC accuse les opérations illégales de permettre des activités de blanchiment d'argent en vertu de la loi sur le secret bancaire. BitMEX est la première plateforme d'échange cryptographique à être attaquée en vertu de la loi sur le secret bancaire. Ces lois exigent que les transactions supérieures à 10 000 $ soient déclarées. Il s’agit d’informations connues sous le nom d’informations Know Your Customer (KYC).
Hayes quitte BitMex en octobre 2020. Alexander Hoptner remplace Hayes en tant que PDG de BitMEX,,.
En avril 2021, Hayes se rend aux autorités américaines à Hawaï et est libéré sous caution. Selon un article publié dans Financial Insight Zambia Limited, le 9 février 2021, le crime de Hayes était d'avoir refusé d'autoriser la CFTC à obtenir les informations sur les comptes des clients de Bitmex. Les citoyens américains ont utilisé un réseau privé virtuel (comptes VPN) pour créer des comptes BitMex. Étant donné que la plate-forme BitMEX n'était pas enregistrée aux États-Unis ou dans la province canadienne du Québec, il était interdit à ses citoyens d'utiliser la plate-forme. Les citoyens ont pu masquer leur emplacement en utilisant des réseaux VPN,. Un article publié dans le Wall Street Journal le 10 août 2021 indiquait qu'un règlement avait été conclu entre BitMEX et la CFTC. BitMEX a accepté de payer 100 $ millions d'amende pour résoudre le problème, sans admettre ni nier les accusations,.
Le 24 février 2022, Hayes et les cofondateurs Benjamin Delo et Samuel Reed, et Gregory Dwyer plaident coupables d'avoir « délibérément omis d'établir, de mettre en œuvre et de maintenir un programme de lutte contre le blanchiment d'argent (« AML ») chez BitMEX. Parce que Hayes est un primo-délinquant, avec une longue expérience de travail bénévole caritatif, le département de probation recommande une peine de deux ans de probation sans aucune incarcération. Hayes est condamné à six mois de confinement à domicile avec deux ans de probation. Il accepte également de payer une amende de 10 millions de dollars représentant le gain pécuniaire découlant de l'infraction.